# 浅田梨紗
浅田 梨紗（あさだ りさ、1991年12月27日 - ）は、日本の飛込競技選手である。兵庫県川西市出身。JSS宝塚スイミングスクール所属。甲子園学院高等学校、立命館大学卒業。

## 経歴
小学3年生のときに飛込競技を始め、寺内健のコーチである中国出身の馬淵崇英コーチの指導を受け急成長。2005年川西市立清和台中学校2年のとき、モントリオール世界水泳選手権に13歳の最年少で代表になり、女子高飛び込みで日本人最高に並ぶ6位に入賞し天才少女といわれた。
2006年の日本選手権女子高飛び込みにこの種目の第一人者である中川真依（当時金沢学院大学）の大会3連覇を阻止し、初優勝。中学生での優勝は馬淵よしの以来26年ぶりの快挙であった。2007年のメルボルン世界水泳選手権の代表に選ばれていたが、体調不良で出場辞退した。
身長が伸び体が成長したことから伸び悩み、北京、ロンドンと2大会続けてオリンピックの代表を逃している。